# Histoire monétaire de l'Afrique de l'Ouest
Dans la majeure partie de l'Afrique de l'Ouest, la monnaie est, actuellement, le franc CFA. Il n'est pas exclu, toutefois, qu'à terme, il soit remplacé par l'Eco, selon les vœux des autorités monétaires de la région. Les pays d'Afrique de l'Ouest, avant la colonisation, ont connu plusieurs monnaies qui avaient cours dans l'une ou l'autre région, dépassant les frontières des pays, comme les cauris, les manilles ou encore les sombés.

## Monnaies précoloniales

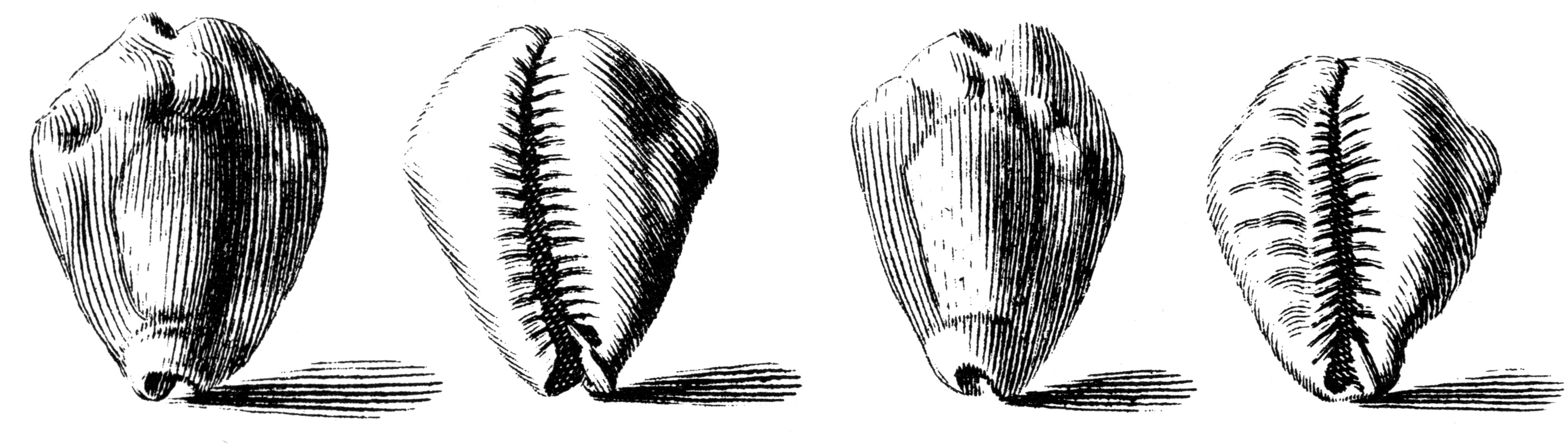
Cauri utilisé en tant que monnaie

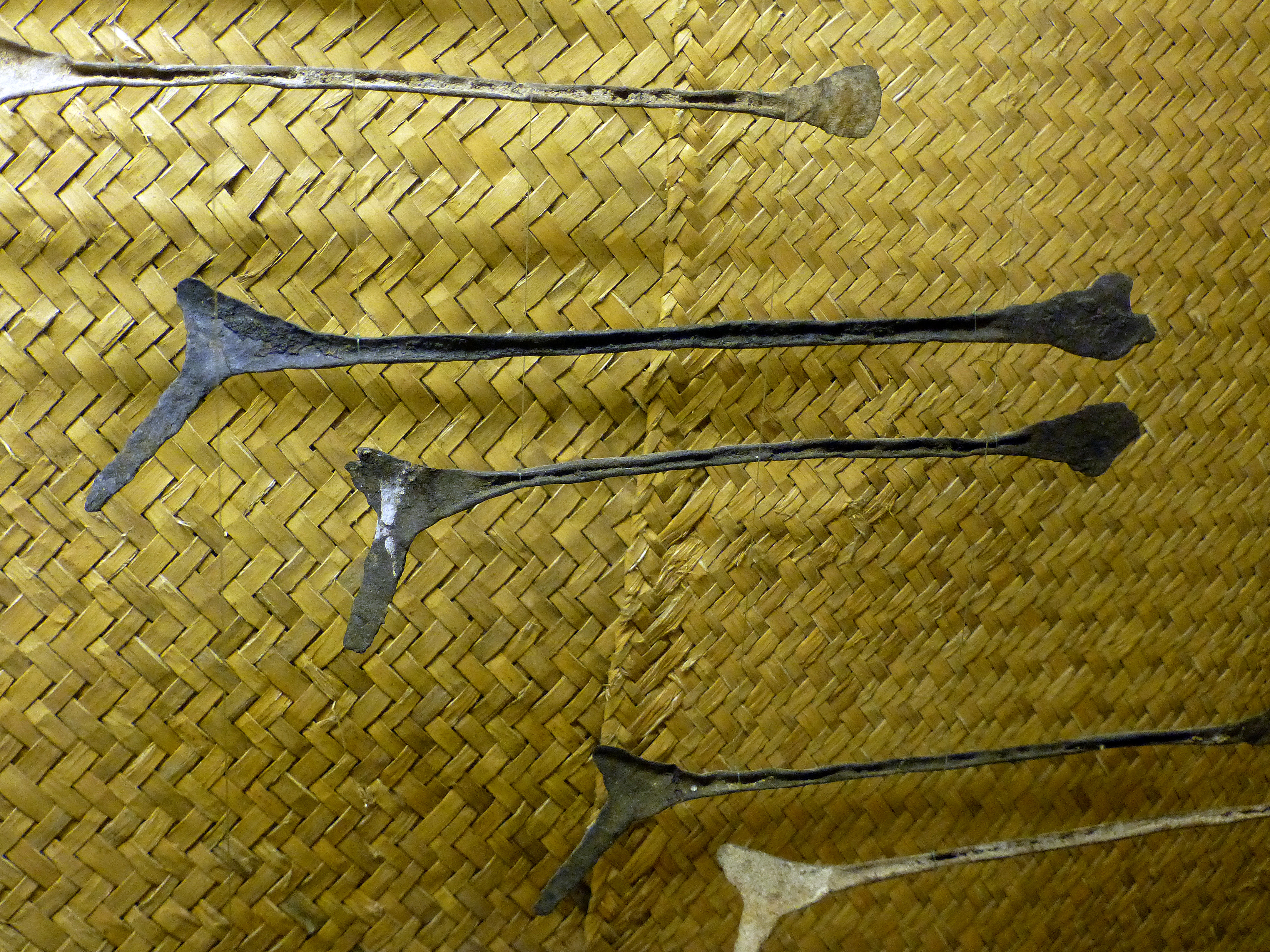
Barrettes bro gouro au musée africain de Lyon.

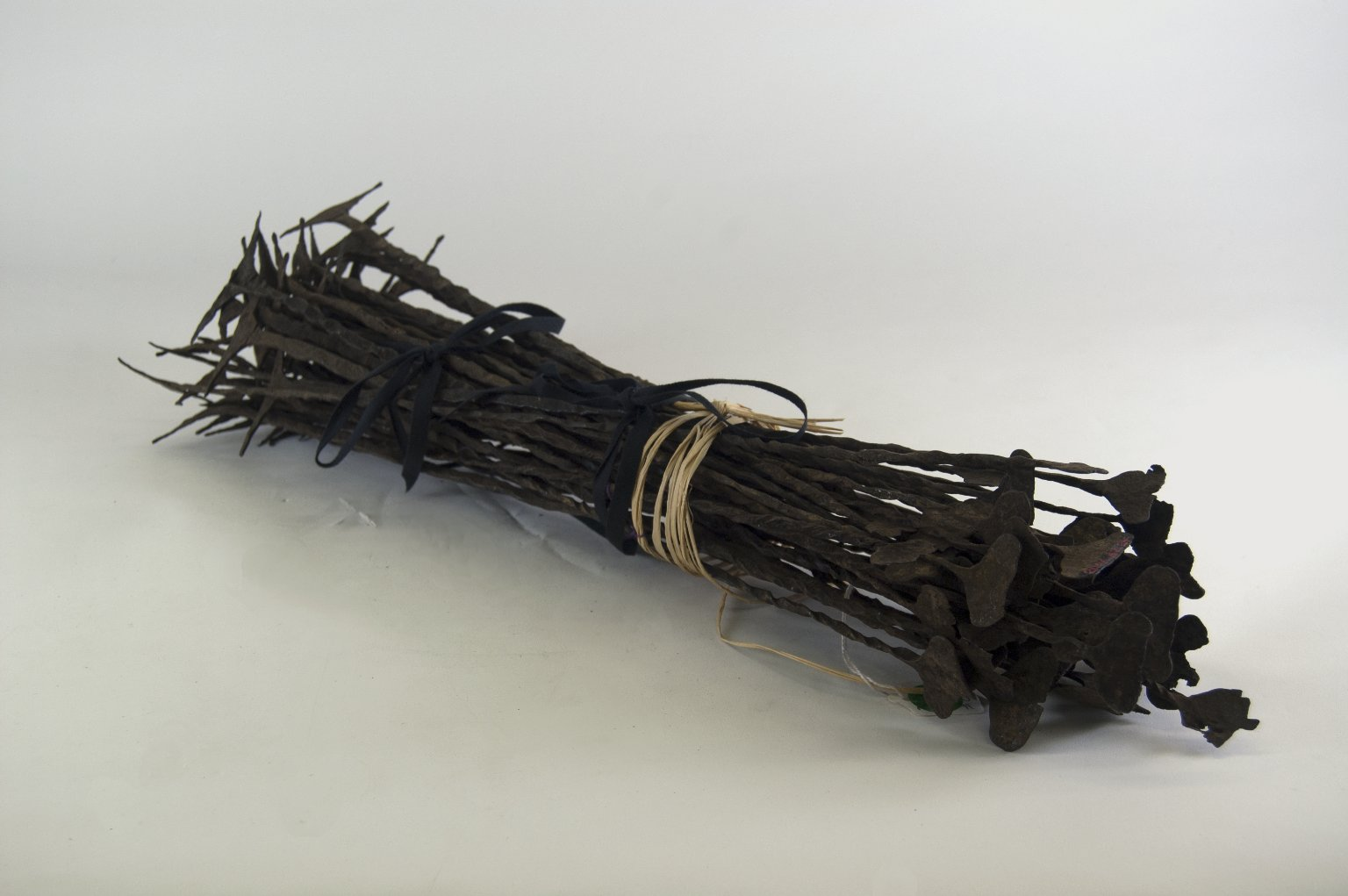
Fagot de guinzés au Brooklyn Museum.

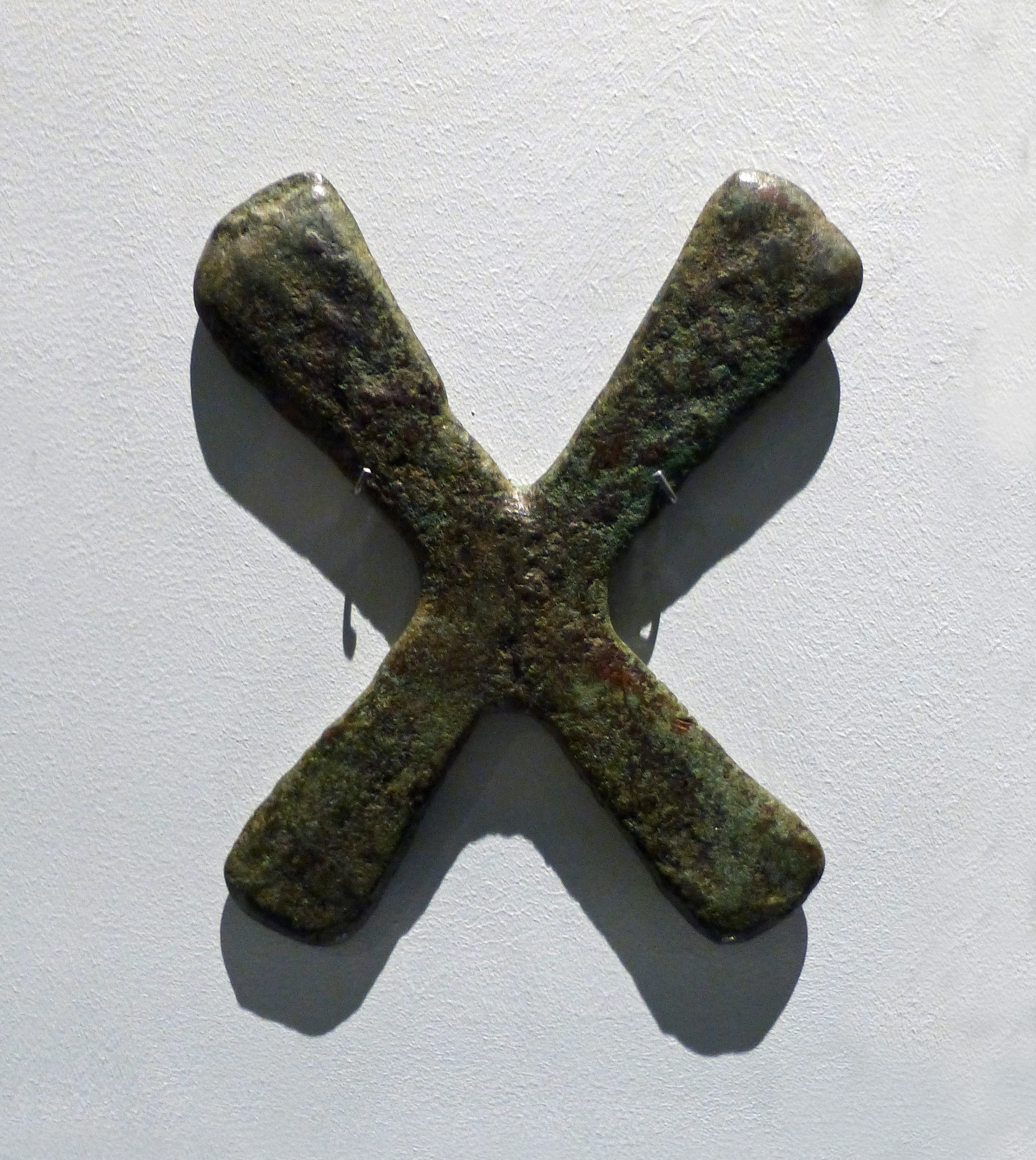
Monnaie-croix handa des Luba et Yeke au musée des Confluences.

Contrairement à certaines idées préconçues, le troc était peu fréquent en Afrique de l'ouest ou trois types de monnaies avaient été mises au point : locale, régionale et internationale.
Les cauris ont historiquement été utilisés comme monnaie dans cette partie du continent, avant l'arrivée des colonisateurs,,, et étaient d'usage interrégional. Leur importance était telle qu'elle a conduit à des expressions encore utilisées : ainsi les Yoruba du Nigéria et les Fon du Bénin désignent ils les billets de 1000 franc CFA par un mot qui signifie « un sac de cauris ». Lors de la création de sa monnaie nationale en 1972, la Guinée avait aussi choisi le terme de cauri pour désigner une subdivision du syli, divisé en 100 cauris. Les cauris ont donné lieu à la création de banques de dépôt tout a fait analogues aux banques « modernes ». Il s'agissait d'une monnaie très fiable car inimitable.
Les « manilles », sorte de bracelets composés d'un alliage de plusieurs métaux (cuivre, plomb, étain, antimoine et fer) et d'une masse comprise entre 140 et 150 g, avaient cours dans toute la lagune de Grand-Bassam et dans celle de Lahou,. Elles constituaient la seule monnaie d'échange dans cette région recelant très peu d'or. Elles étaient fabriquées en Angleterre (Birmingham et Liverpool) et à Nantes. C'est le lieutenant-gouverneur de Côte d'Ivoire qui mit fin à la circulation des manilles en Côte d'Ivoire par son arrêté du 5 octobre 1914.
Les Gouros, dans le centre du pays, utilisaient eux une monnaie en fer nommée « sombé » ou « bro », tige de fer forgé d'une longueur moyenne de 20 cm et généralement rassemblée en fagot, monnaie également interdite par l'arrêté du 5 octobre 1914,.
Les Baoulés ont longtemps utilisé la poudre d'or comme unités monétaires, pesée grâce à des poids à peser l'or.
Au Sierra Leone, on utilisait le guinzé. Dans certaines régions du pays, on utilisait également comme unité monétaire les pagnes indigo dont la valeur croissait avec l'intensité du bleu.
Bien que prohibée, en principe, la monnaie anglaise avait cours dans les régions de l'est du pays, frontalière du Ghana, jusqu'au début du XXe siècle. Il était d'ailleurs autorisé de l'utiliser pour acquitter l'impôt de capitation,, impôt lié à l'existence de la personne, donc indépendant de ses revenus, et aboli en France par la Révolution de 1789, qui avait été instauré en 1901 et qui devait théoriquement être perçu en argent à partir de 1903. Le trésor public français encaissait ainsi des livres sterling et des shillings que par ailleurs il prohibait. Les autorités françaises organisèrent plusieurs opérations de retrait de cette monnaie dans le pays avant d'en interdire formellement la circulation vers 1910.

## Franc CFA

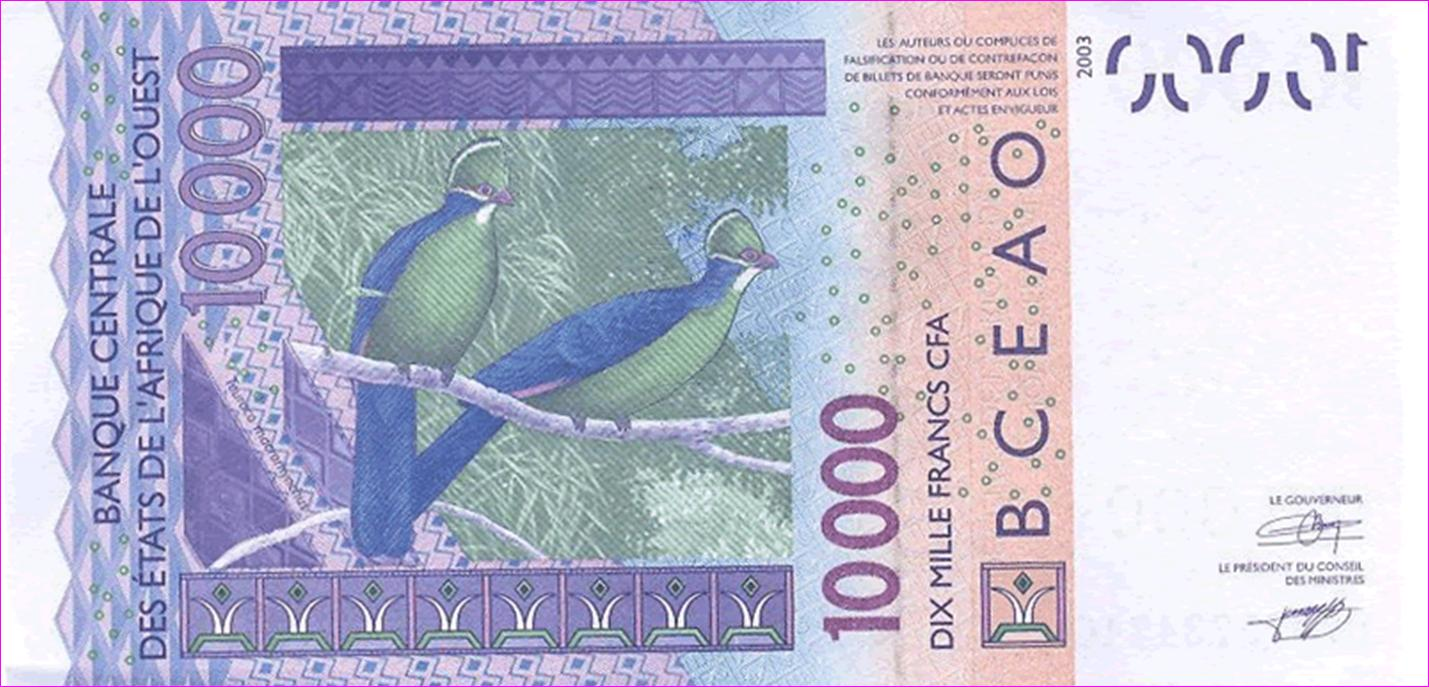
Un billet de 10000 francs CFA en vigueur dans l'UEMOA

En Afrique, la zone franc constitue un espace monétaire et économique. Cet ensemble, formé d'États et de territoires est issu de l'évolution et des transformations de l'ancien empire colonial français et d'États qui n'étaient pas des colonies françaises comme le Cameroun (d'abord allemand), la Guinée équatoriale et la Guinée-Bissau. Après l'accession à l'indépendance, la plupart des nouveaux États ont choisi de rester dans un ensemble monétaire homogène. S'agissant de l'Afrique francophone, seuls le Mali et la Guinée disposaient d'une monnaie autre que le franc CFA, respectivement le franc malien et le franc guinéen.

## Autres monnaies d'Afrique de l'Ouest
Les monnaies nationales en Afrique de l'Ouest, qui ne sont pas des devises convertibles, sont désormais réduites à quelques pays de moins en moins nombreux : cedi ghanéen, dalasi gambien, dollar libérien, escudo cap-verdien, franc guinéen, leone sierra-léonais, naira nigérian, ouguiya mauritanien.
Le franc malien n'a plus cours depuis 1984. Entre 1972 et 1986, sur décision de Sékou Touré, la Guinée disposait du syli, non convertible, comme monnaie nationale après avoir disposé du franc guinéen dès de l'indépendance en 1958, et avant à nouveau le franc guinéen depuis 1986. Avant 1997, la Guinée-Bissau, ancienne colonie portugaise, disposait du peso.